# Lilla Grytaflugen
Lilla Grytaflugen är en sjö i Ovanåkers kommun i Hälsingland och ingår i Ljusnans huvudavrinningsområde. Sjön har en area på 0,0491 kvadratkilometer och ligger 222,7 meter över havet. Sjön avvattnas av vattendraget Hässjaån.

## Delavrinningsområde
Lilla Grytaflugen ingår i det delavrinningsområde (682371-149843) som SMHI kallar för Inloppet i Ryggessjön. Medelhöjden är 247 meter över havet och ytan är 4,15 kvadratkilometer. Räknas de 8 avrinningsområdena uppströms in blir den ackumulerade arean 101,55 kvadratkilometer. Hässjaån som avvattnar avrinningsområdet har biflödesordning 3, vilket innebär att vattnet flödar genom totalt 3 vattendrag innan det når havet efter 98 kilometer. Avrinningsområdet består mestadels av skog (93 procent). Avrinningsområdet har 0,05 kvadratkilometer vattenytor vilket ger det en sjöprocent på 1,2 procent.